# Demon Slayer: Kimetsu no Yaiba the Movie: Mugen Train
Demon Slayer: Kimetsu no Yaiba the Movie: Mugen Train (Japans: 劇場版「鬼滅の刃」 無限列車編, Hepburn: Gekijō-ban "Kimetsu no Yaiba" Mugen Ressha-hen) is een Japanse animatiefilm (anime) uit 2020, geregisseerd door Haruo Sotozaki en gebaseerd op de shōnen-mangaserie Demon Slayer - Kimetsu no Yaiba van Koyoharu Gotōge.

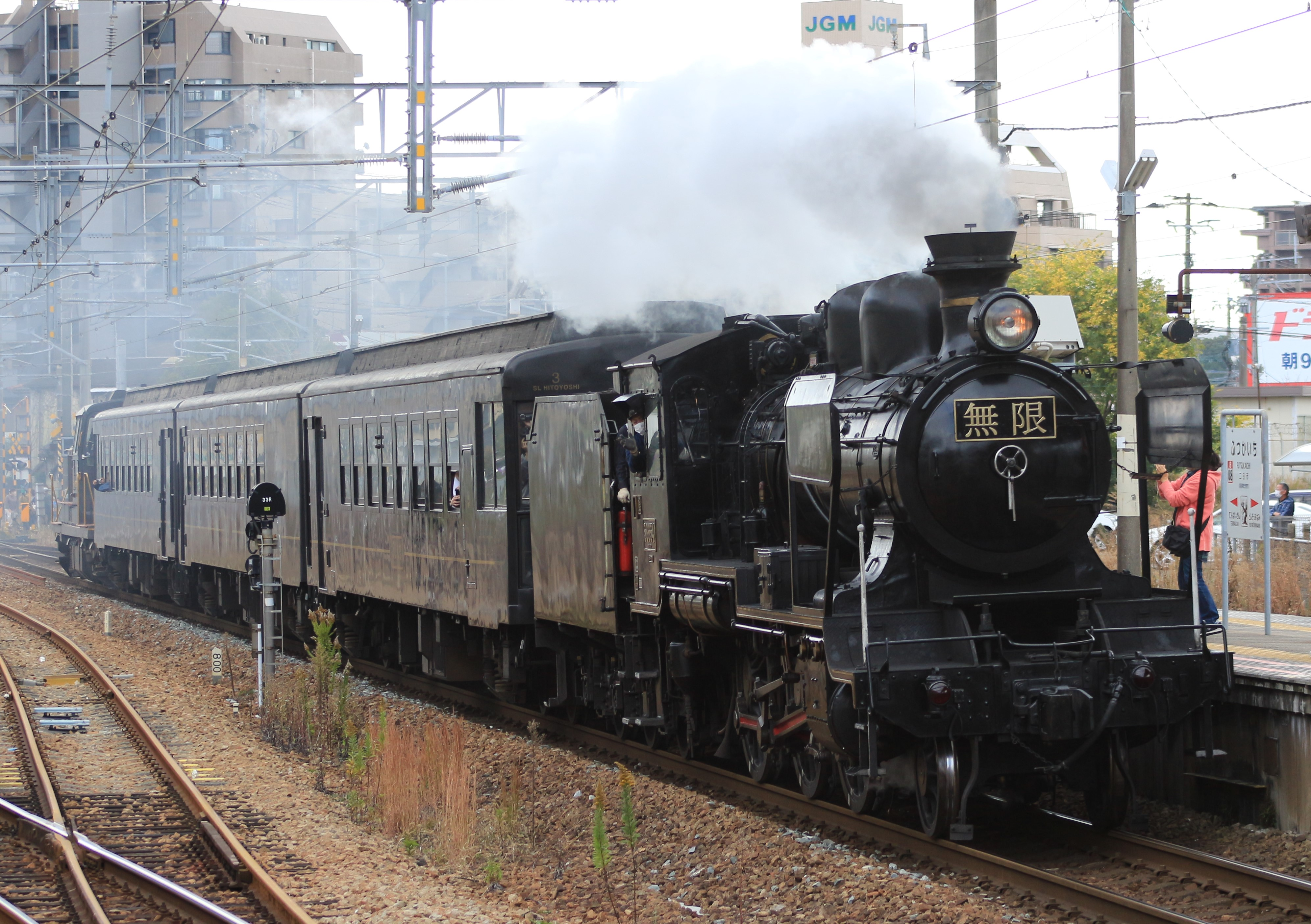

## Verhaal
Tanjiro Kamado en zijn vrienden van het Demon Slayer Corps vergezellen Kyōjurō Rengoku, om een mysterieuze reeks verdwijningen te onderzoeken die plaatsvinden in een schijnbaar oneindig lange trein. Ze weten niet dat Enmu, de laatste van de Lagere Manen van de Twaalf Kizuki, ook aan boord is en een val voor hen heeft voorbereid.

## Productie
De film is een direct vervolg op de anime-serie Demon Slayer: Kimetsu no Yaiba uit 2019, geregisseerd door Haruo Sotozaki en geproduceerd door Ufotable. De belangrijkste Japanse cast van de anime-serie keerden ook terug om hun rollen opnieuw op te nemen.
De film werd uitgebracht op 16 oktober 2020 in Japan met groot succes en werd de succesvolste Japanse film van 2020 en een van de meest winstgevende films van 2020 wereldwijd.